# Zona de Operaciones de los Macizos Alpinos
La Zona de Operaciones de los Macizos Alpinos (en alemán: Operationszone Alpenvorland [OZAV]; en italiano: Zona d'operazione Prealpi) fue un distrito nazi alemán en la zona subalpina creada en territorio italiano durante la Segunda Guerra Mundial.

## Origen y geografía
La OZAV fue establecida el 10 de septiembre de 1943 por la Wehrmacht alemana ocupante, como respuesta al Armisticio Aliado con Italia proclamado dos días después de la invasión Aliada de Italia. Comprendió las provincias de Belluno, Bolzano y Trento. La Zona de Operaciones del Litoral Adriático, que comprendía las provincias de Udine, Görz, Trieste, Pula, Rijeka, el Golfo de Kvarner y Ljubljana, se estableció ese mismo día. Ambas zonas de operaciones pertenecían formalmente a la República Social Italiana (RSI), que gobernaba las áreas de Italia administradas desde Salò en el Lago de Garda y aún no ocupadas por los Aliados.

## Administración
El OZAV fue administrada por el Alto Comisionado Franz Hofer. La zona se administró como parte del Reichsgau de Tirol-Vorarlberg. La capital de la zona era Bolzano. Hofer quería anexar la zona de operaciones a su Gau y así producir la reunificación de Tirol y la resurrección territorial de la antigua corona de Austria del Tirol. Esto no tuvo lugar, ya que Hitler quería mostrar consideración por Mussolini, aunque el gobierno de Saló tuvo una influencia casi nula en la región durante el gobierno alemán.
La influencia italiana fue resistida y desmantelada por los alemanes, quienes decretaron la restauración de las fronteras provinciales de 1919 (más la adición de Belluno), y forzaron la renuncia de la etnia italiana Podestàs en el Tirol del Sur, quienes fueron reemplazados por alcaldes de habla alemana reclutados de la población local que se identificaba con el Tercer Reich. En septiembre de 1943, el idioma alemán recibió el mismo estatus que el italiano. Los nombres alemanes y ladinos de calles y localidades se mostraron junto a los nombres italianos. Se cerraron los periódicos fascistas e italianos, y se prohibió la importación de periódicos de la RSI. El partido fascista fue proscrito. Se introdujeron leyes que limitaban la inmigración de italianos que escapan del servicio militar de la RSI. Sin embargo, la lira italiana seguía siendo la moneda de curso legal.
El efecto de estas políticas fue una reversión rápida y draconiana de la estricta política de italianización que el gobierno italiano impuso en la región a principios de la década de 1920.
Las unidades militares en la región quedaron bajo la zona de operaciones de Befehlshaber Alpenvorland comandada por el General der Infanterie Joachim Witthöft, excomandante de división en el 27.º Cuerpo de Ejército del Ejército Alemán.

## Colaboración
La aplicación de las regulaciones alemanas fue realizada por la Südtiroler Ordnungsdienst (SOD, la policía civil del "Tirol del Sur"), que había sido reclutada por el ADO (Arbeitsgemeinschaft der Optanten für Deutschland o Asociación de Optantes para Alemania); fue reflejado en Trento (Trentino) por el Corpo di Sicurezza Trentino (CST) y en la provincia de Belluno por el Corpo di Sicurezza Bellunese (CSB), ambos compuestos por personas reclutadas de todos los residentes varones entre los dieciocho y cincuenta años de edad. La SOD también participó activamente en la búsqueda de los judíos y el conocido "Dableiber" (aquellos que habían elegido Italia cuando se vieron obligados a declarar su lealtad), como Michael Gamper, Friedl Volgger, Rudolf Posch y Josef Ferrari. Muchos de los dableiber eran sacerdotes católicos actuales o anteriores y fueron perseguidos por los alemanes.

## Deportaciones de judíos
El 12 de septiembre de 1943, casi inmediatamente después del inicio de la ocupación alemana, el SS- und Polizeiführer de para los Macizos Alpinos Karl Brunner emitió una orden de que todos los judíos de la región fueran arrestados. Muchas personas de las comunidades judías de la región fueron deportados y asesinados en los campos de exterminio.
La región también fue sede del Campo de Tránsito de Bolzano, que estuvo activo desde el verano de 1944 hasta el final de la guerra y se usó para el tránsito de judíos italianos a Auschwitz y otros campos.

## Atrocidades
La región fue el escenario de algunas de las últimas atrocidades alemanas durante la Segunda Guerra Mundial. Hacia el final de la guerra, el sur del Tirol vio la presencia de más de 70.000 soldados alemanes y miembros de la policía, listos para una posible última defensa. Después de la rendición alemana en Italia, estallaron las celebraciones de la población de habla italiana, en la que murieron 11 personas asesinadas en Merano el 30 de abril y 41 personas asesinadas en Bolzano el 3 de mayo de 1945, cuando las unidades de la Wehrmacht y las SS dispararon contra civiles. Este y los encuentros en curso entre las tropas alemanas y los partisanos italianos se han referido como la Batalla de Bolzano (en italiano: Battaglia di Bolzano). La culpa de estos asesinatos se ha atribuido a las SS y al líder de la policía Karl Brunner, pero también a las circunstancias caóticas tanto en el lado italiano como en el alemán después de la rendición.